# احمد سنجر
احمد سنجر (متولد ۱۰۸۵ - درگذشته ۸ مه ۱۱۵۷) نهمین سلطان امپراتوری سلجوقی از سال ۱۱۱۸ تا ۱۱۵۷ و سلطان سلجوقیان خراسان از سال ۱۰۹۷ تا ۱۱۱۸ میلادی بود که تا زمان مرگش در سال ۱۱۵۷، بر آن حکومت کرد. سلطان سنجر را واپسين سلطان مقتدر سلجوقی می‌دانند.

## ابتدای زندگی
سنجر در حدود ۱۰۸۶ میلادی در سنجار، شهری واقع در شمال غربی عراق متولد شد. اگرچه منابع اولیه بیان می‌کنند که نام او بر اساس زادگاهش بوده است اما ادموند باسورث خاطرنشان می‌کند «سنجر» یک نام ترکی است که به معنای «کسی که سوراخ می‌کند» یا «کسی که رخنه می‌کند» است. سنجر پسر ملکشاه یکم بزرگ‌ترین سلطان سلجوقی بود و در جنگ‌های جانشینی علیه سه برادرش به نام‌های محمود یکم، برکیارق، محمد یکم و برادرزاده‌اش ملکشاه دوم (فرزند برکیارق) شرکت داشت. در سال ۱۰۹۶ خراسان به او داده داده شد تا تحت فرمان برادرش محمد یکم حکومت کند. طی چند سال بعد احمد سنجر با پایتختی در نیشابور فرمانروای بخش‌های بیشتری از ایران شد.

## حکومت بر خراسان
او در سال ۱۱۰۲ تهاجم قراخانیان را دفع کرد و جبرئیل ارسلان خان را در نزدیکی ترمذ کشت. در سال ۱۱۰۷ به قلمرو حکومت غوریان حمله کرد و عزالدین حسین را اسیر کرد، اما بعداً در ازای خراج او را آزاد کرد.
سنجر دست به لشکرکشی بر علیه اسماعیلیان زد تا آنان را در ایران از بین ببرد. وی آنان را با موفقیت از تعدادی از سنگرهای خود از جمله قهستان و طبس بیرون راند. با این حال، حکایتی نشان می‌دهد که سنجر در مسیر رسیدن به سنگر آنها در الموت، یک روز از خواب بیدار شد و خنجری را در کنار خود یافت و یادداشتی از حسن صباح را زیر خنجر مشاهده کرد مبنی بر اینکه او (حسن صباح) صلح می‌خواهد. سنجر که از این واقعه شوکه شده بود، فرستادگانی را نزد حسن فرستاد و هر دو پذیرفتند که از سر راه یکدیگر بمانند.
در سال ۱۱۱۷ به قلمروی بازماندگان غزنوی لشکرکشی کرد و سلطان ارسلان‌شاه غزنوی را در نبرد غزنی شکست داد و برادر ارسلان بهرام شاه را به عنوان دست‌نشانده سلجوقی سر کار آورد.

## سلطنت بر امپراتوری سلجوقی
در ۲۶ فوریه ۱۱۰۵ پنجمین سلطان سلجوقی یعنی برکیارق درگذشت. او پسر کوچکتر خود معزالدین ملکشاه را به عنوان وارث تاج و تخت انتخاب کرد. ملکشاه پس از اعلام به عنوان ششمین سلطان امپراتوری سلجوقی، نام ملکشاه دوم را به خود گرفت. با این حال، قدرت واقعی در دست عمویش، محمد تَپَر بود. در همان سال، محمد تپر برادرزاده خود را از سلطنت خلع کرد و خود به عنوان هفتمین سلطان به حکومت پرداخت.
هنگامی که محمد در ۴ آوریل ۱۱۱۸ درگذشت، پسرش محمود دوم سلجوقی به عنوان سلطان جدید اعلام شد. هنگامی که پسر محمد، محمود دوم بر تخت نشست، امیر یزد گرشاسب دوم به رسوایی افتاد. تهمت‌ها درباره او به دربار محمود دوم سرایت کرد، گرشاسب اعتماد او را از دست داد و محمود را وادار کرد که نیروی نظامی را به یزد بفرستد که در آنجا گرشاسپ دستگیر و در جبل زندانی شد، درحالی که یزد به حجاب سلطنتی واگذار شد. گرشاسپ اما فرار کرد و به یزد بازگشت و در آنجا از احمد سنجر (همسر گرشاسپ خواهر احمد بود) درخواست حفاظت کرد. گرشاسپ از احمد خواست تا به قلمروهای محمود در ایران مرکزی حمله کند و اطلاعاتی در مورد نحوه لشکر کشی به ایران مرکزی و راه های مبارزه با محمود به او داد. احمد پذیرفت و در سال ۱۱۱۹ با لشکری به سمت غرب پیشروی کرد و در آنجا همراه با «پنج پادشاه» محمود دوم را در ساوه شکست داد. پادشاهانی که در طول نبرد به احمد کمک کردند، خود گرشاسپ، امیر سیستان و خوارزمشاه،  از جمله دو پادشاه گمنام دیگر بودند. نیروهای نزاری نیز در ارتش سنجر حضور داشتند.
احمد پس از پیروزی، قلمروهای گرشاسپ دوم را بازگرداند. احمد سپس تا بغداد حرکت کرد و در آنجا با محمود موافقت کرد که با یکی از دخترانش ازدواج کند و او از مناطق استراتژیک شمال فارس چشم پوشی کند. از این پس حکومت در مناطق شرقی فلات ایران از ری تا ماورالنهر به دست سلطان سنجر افتاد ولی عراق به محمود دوم و فرزندانش واگذار گردید که به‌ آنها سلجوقیان عراق گفته می شود.
دوران سلطان سنجر، در دوران هرج و مرج سلجوقیان بود. او می‌خواست بار دیگر قلمرو سلجوقی را یکپارچه سازد اما نتوانست؛ زیرا سه قدرت قراختاییان، خوارزمشاهیان و غوریان در ایران شرقی حضور داشتند.
او به علت شورش علاءالدین اتسز سه بار به خوارزم لشکر کشید. احمد سنجر همچنین دو بار به سمرقند حمله کرد و به بقایای غزنویان تاخته آنان را دست نشانده خود ساخت.

### جنگ با قبایل غز و اسارت
خبر کشته شدن امیر تاج ممتاج والی  بلخ، توسط غزان، امیران و بزرگان سلجوق را سخت به خشم آورد. آنان سلطان سنجر را وادار کردند شخصا غزان را تنبیه کند.
سنجر با سپاهی گران راهی ماوراءالنهر شد؛ اما در بین راه به خاطر مصائب و دشواری‌های فراوان، بسیاری از سربازان وی هلاک شدند. هنگامی  که خبر رهسپاری سلطان به غزان رسید، اندیشناک شده نماینده ای نزد سلطان فرستادند و پیام دادند که: «ما بندگان پیوسته فرمانبردار بوده و بر حکم فرمان رفته‌‏ایم. چون ممتاج آهنگ خانه ما کرد برای نیاز و آرامش کودکان و زنان خود کوشیدیم تا او و پسرش کشته شدند. اینک سه هزار دینار و هزار غلام ترک می‏‌دهیم تا سلطان از سر گناه ما درگذرد.»
سلطان خواست دست از پیکار با غزان بکشد؛ ولی امیران پافشاری کرده او را به جنگ واداشتند. بخشی از سپاه سنجر که از فرمانده خود مویه آی به، ناراضی بودند دست از جنگ کشیدند. از این رو، سلطان سنجر بدون سپاه ماند و از غزان شکست سختی خورد و به دست آنان اسیر گشت.
غزان سنجر را به مرو بردند و آن شهر را غارت کردند و از مرو جز تل خاکستری باقی نماند. سپس به نیشابور رفته و آن جا را چپاول کردند. طولی نکشید که سراسر خراسان عرصه تاخت و تاز غزان شد و به جز هرات که برج و بارویی استوار داشت، دیگر نواحی خراسان به مدت افزون بر سه سال عرصه غارت گردید.
ترکان خاتون همسر سلطان سنجر در اسارت و در سال ۵۵۱ ق (۱۱۵۶ م) درگذشت. سلطان پس از وفات همسرش به کمک احمد ممتاج و موید آی به و با فریفتن و رشوه‌دادن به نگهبانان، توانست خود را از اسارت آزاد سازد و به مرو رود. اما چون تمامی سرزمین‌های خود را ویران دید، دچار غم و اندوهی سخت شد و به بستر  بیماری افتاد تا آن‌که در  ربیع الاول ۵۵۲ ق (آوریل ۱۱۵۷ م)، چشم از جهان فرو بست.

## مرگ
سنجر در سال ۵۵۲ قمری درگذشت و در مرو به خاک سپرده شد. در دارالبطیخ ذکر شده‌است که مقبره او در سال ۶۱۷ قمری در جریان حمله مغولان به امپراتوری خوارزمیان توسط مغول ها ویران شد.

## میراث
مرگ سنجر به معنای پایان دودمان سلجوقیان به عنوان یک امپراتوری بود؛ زیرا آن‌ها  پس از آن تنها عراق و آذربایجان را تحت کنترل داشتند. سنجر یکی از برجسته‌ترین سلاطین سلجوقی به شمار می‌رود و تا زمان ورود مغولان طولانی ترین فرمانروای مسلمان بود. سنجر به دلیل شاهکارهایش، حتی به شخصیتی افسانه‌ای مانند برخی از شخصیت های اساطیری شاهنامه تبدیل شد. در واقع، منابع قرون وسطی سنجر را دارای «عظمت خسروها و شکوه کیانیان» توصیف کرده‌اند. شعر فارسی در دوران سنجر رونق گرفت و برخی از بزرگ‌ترین شاعران پارسی‌زبان مانند معزی، نظامی عروضی و انوری در دربار او بودند.

## نگارخانه

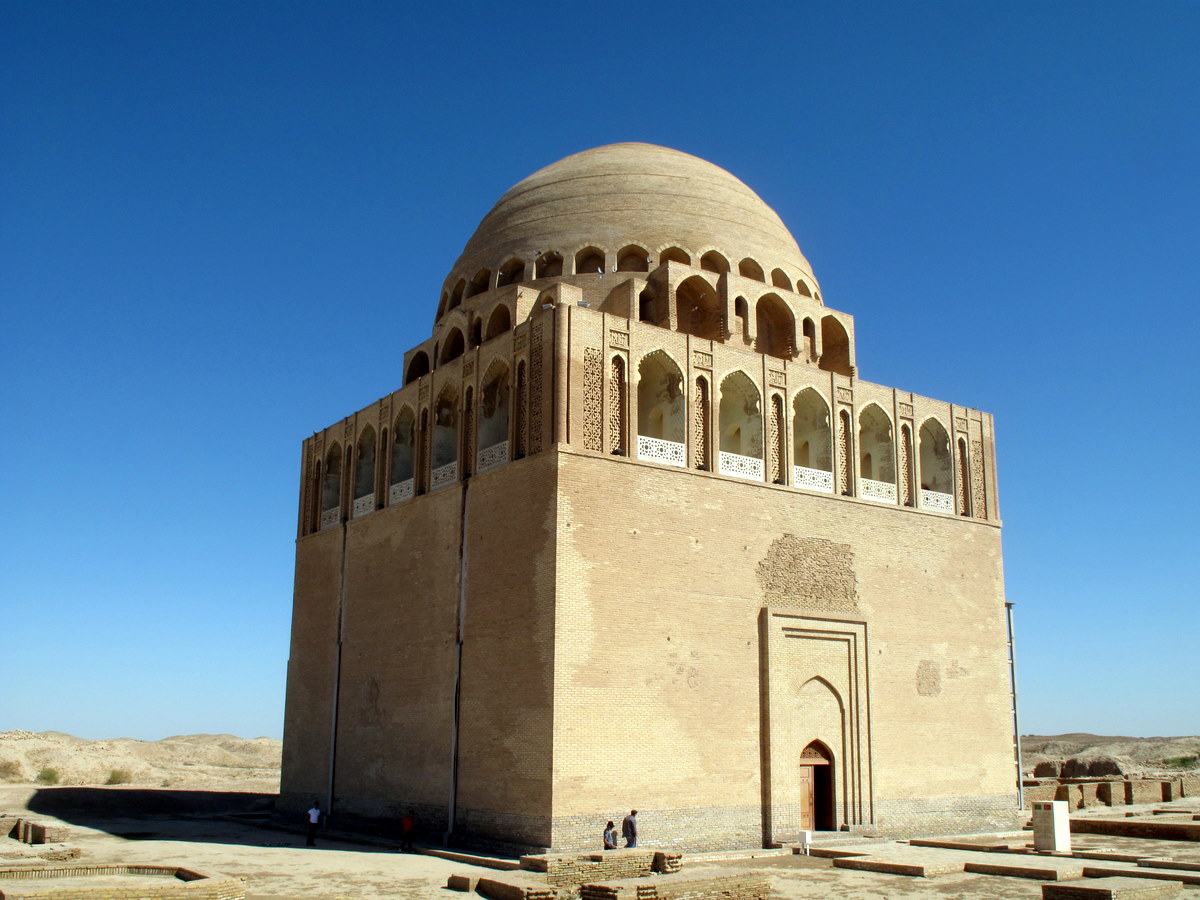
آرامگاه سلطان سنجر واقع در مرو
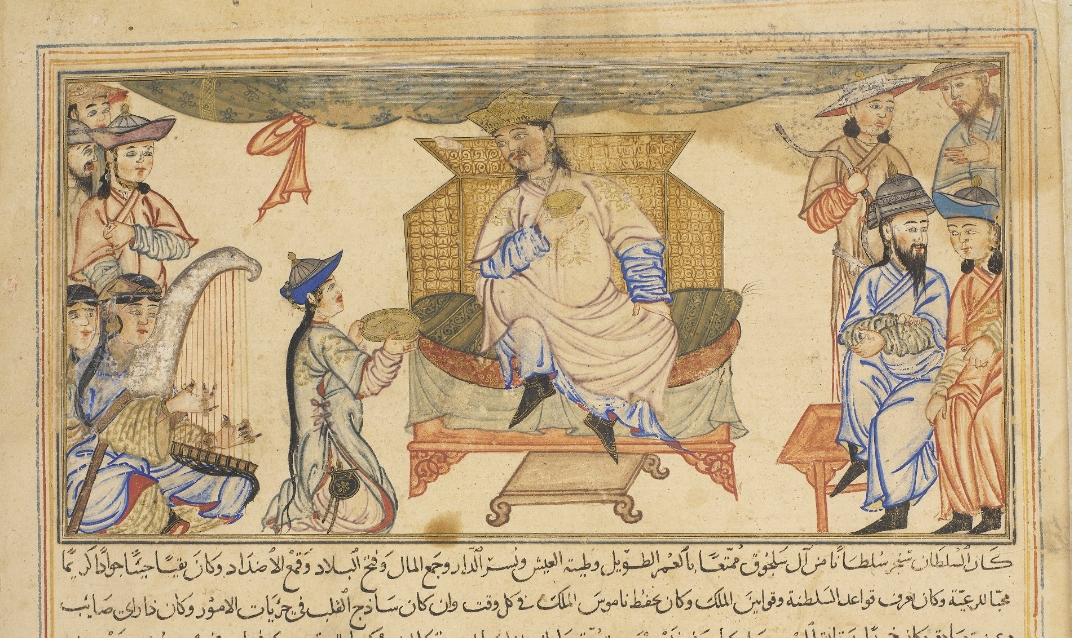
نگاره‌ای از سلطان سنجر بر روی تخت و هنگام بزم، از کتاب جامع‌التواریخ
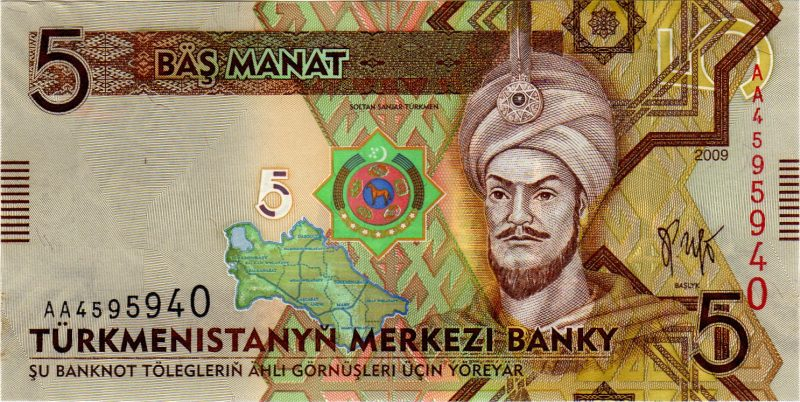
تصویری از احمد سنجر بر روی منات ترکمنستان